# الیویه گورمه
الیویه گورمه (فرانسوی: Olivier Gourmet‎؛ زادهٔ ۲۲ ژوئیهٔ ۱۹۶۳) یک هنرپیشه اهل بلژیک است. وی از سال ۱۹۹۰ میلادی تاکنون مشغول فعالیت بوده‌است.

## فیلم‌شناسی
- پیمان- ۱۹۹۶
- روز هشتم- ۱۹۹۶
- هرکس من را دوست دارد می‌تواند سوار قطار شود- ۱۹۹۸
- رزتا- ۱۹۹۹
- بخوان لبانم را- ۲۰۰۱
- مجوز- ۲۰۰۲
- پسر- ۲۰۰۲
- زمانه گرگ- ۲۰۰۳
- بچه- ۲۰۰۵
- تبر- ۲۰۰۵
- سرهنگ- ۲۰۰۶
- عشق پنهان- ۲۰۰۷
- غریزه جنایت- ۲۰۰۸
- سکوت لورنا- ۲۰۰۸
- منزل- ۲۰۰۸
- نیمکت‌های پارک- ۲۰۰۹
- سپید همچون برف - ۲۰۱۰
- ونوس سیاه- ۲۰۱۰
- وزیر- ۲۰۱۱
- عاشقانه همسرم- ۲۰۱۱
- پسری با دوچرخه- ۲۰۱۱
- ویولت- ۲۰۱۳
- گرند سنترال-۲۰۱۳
- مادام بوواری- ۲۰۱۴
- دو روز، یک شب- ۲۰۱۴
- آوریل و جهان فوق‌العاده- ۲۰۱۵
- یک جشن عروسی- ۲۰۱۶
- شکلات- ۲۰۱۶
- دختر گمنام- ۲۰۱۶
- داگرئوتایپ- ۲۰۱۶
- ماما- ۲۰۱۷
- فراتر از قانون- ۲۰۱۷
- کارل مارکس جوان- ۲۰۱۷
- خارجی - ۲۰۲۳

## جوایز
- جایزه بهترین بازیگر مرد جشنواره فیلم کن (۲۰۰۲)
- جایزه بهترین بازیگر مرد جشنواره فیلم شانگهای (۲۰۰۶)